# Maria Barbara Franziska Balthasar

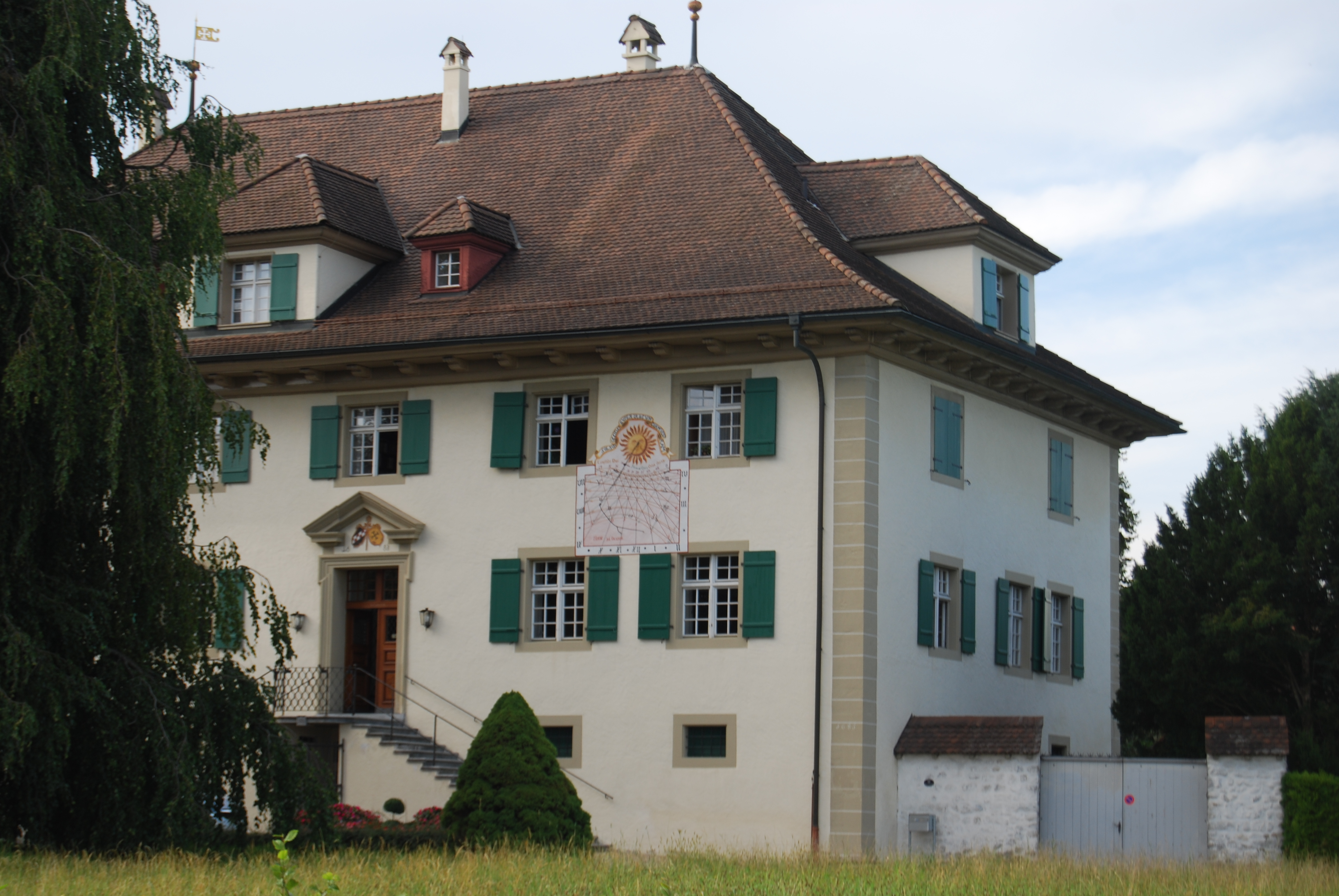
Kloster in der Au, 2012

Maria Barbara Franziska Balthasar (* 16. Oktober 1660 in Luzern; heimatberechtigt ebenda; † 24. Februar 1737 in Eschenbach) war eine Schweizer Äbtissin der Zisterzienserinnen.

## Leben
Maria Barbara Franziska Balthasar war eine Tochter des Grossrats und Vogts Jost Dietrich Balthasar. Ihre Brüder waren der Bannerherr und Tagsatzungsgesandte Jakob Balthasar und Robert Balthasar, 1726–1751 Abt von St. Urban. Sie wurde 1676 im Kloster Eschenbach eingekleidet und legte im folgenden Jahr ihre Profess ab.
Balthasar wurde 1712 zur Äbtissin gewählt. Wegen des zweiten Villmergerkriegs musste der Konvent im Sommer 1712 nach Luzern fliehen. Danach wurde das Kloster unter die strenge Kontrolle des Luzerner Rats gestellt. Ihre Versuche misslangen, das Kloster wieder in den Orden einzugliedern. In ihrer weiteren Amtszeit liess sie die Kirche renovieren und neue Glocken anschaffen.

## Belege
1. 1 2  Anton Kottmann: Maria Barbara Franziska Balthasar. In: Historisches Lexikon der Schweiz.  12. Januar 2002.

| Personendaten    | Personendaten                         |
| ---------------- | ------------------------------------- |
| NAME             | Balthasar, Maria Barbara Franziska    |
| ALTERNATIVNAMEN  | Balthasar, Sybilla (Geburtsname)      |
| KURZBESCHREIBUNG | Schweizer Äbtissin                    |
| GEBURTSDATUM     | 16. Oktober 1660                      |
| GEBURTSORT       | Luzern, Alte Eidgenossenschaft        |
| STERBEDATUM      | 24. Februar 1737                      |
| STERBEORT        | Eschenbach LU, Alte Eidgenossenschaft |